# Incendio forestal en Israel de 2010
El incendio forestal en Israel de 2010 (en hebreo: אסון הכרמל‎, Asón HaCarmel, Catástrofe del Carmelo) fue el mayor y más letal de los desastres naturales en la historia de Israel, asolando y destruyendo bosques, vegetación y poblados, en una extensa área de más de 50.000 dunam (50 km²),
comprendida entre Isfiya, Beit Oren, el barrio Danya en Haifa, Tirat Carmel y el moshav Megadim, y unos 5 000 000 de árboles quemados. El fuego se inició alrededor de las 11:00 hora local del 2 de diciembre de 2010 en el monte Carmelo, al sur de Haifa en el norte de Israel.
El fuego cobró al menos 43 vidas, la gran mayoría personal del Servicio Penitenciario de Israel. así como tres oficiales policiales de alto rango, entre ellos el jefe de la Policía israelí del Distrito de Haifa. Más de 17.000 personas fueron evacuadas, de varios poblados próximos al incendio, habiendo considerables daños a la propiedad y al medio ambiente.
El siniestro fue causado por la actividad humana en las inmediaciones de la ciudad drusa de Isfiya. El 6 de diciembre un joven de 14 años de edad, residente de esa ciudad, confesó a la policía de haber iniciado inadvertidamente el fuego con carbón de su narguile.
Funcionarios del gobierno, incluyendo el primer ministro Benjamín Netanyahu y el ministro de Relaciones Exteriores Avigdor Lieberman, solicitaron ayuda a otros países para combatir el incendio, mientras las Fuerzas de Defensa de Israel movilizaron tropas para el mismo fin. El incendio finalmente fue derrotado el 5 de diciembre, después cuatro días de intensas batallas contra el fuego.

## Localización y antecedentes

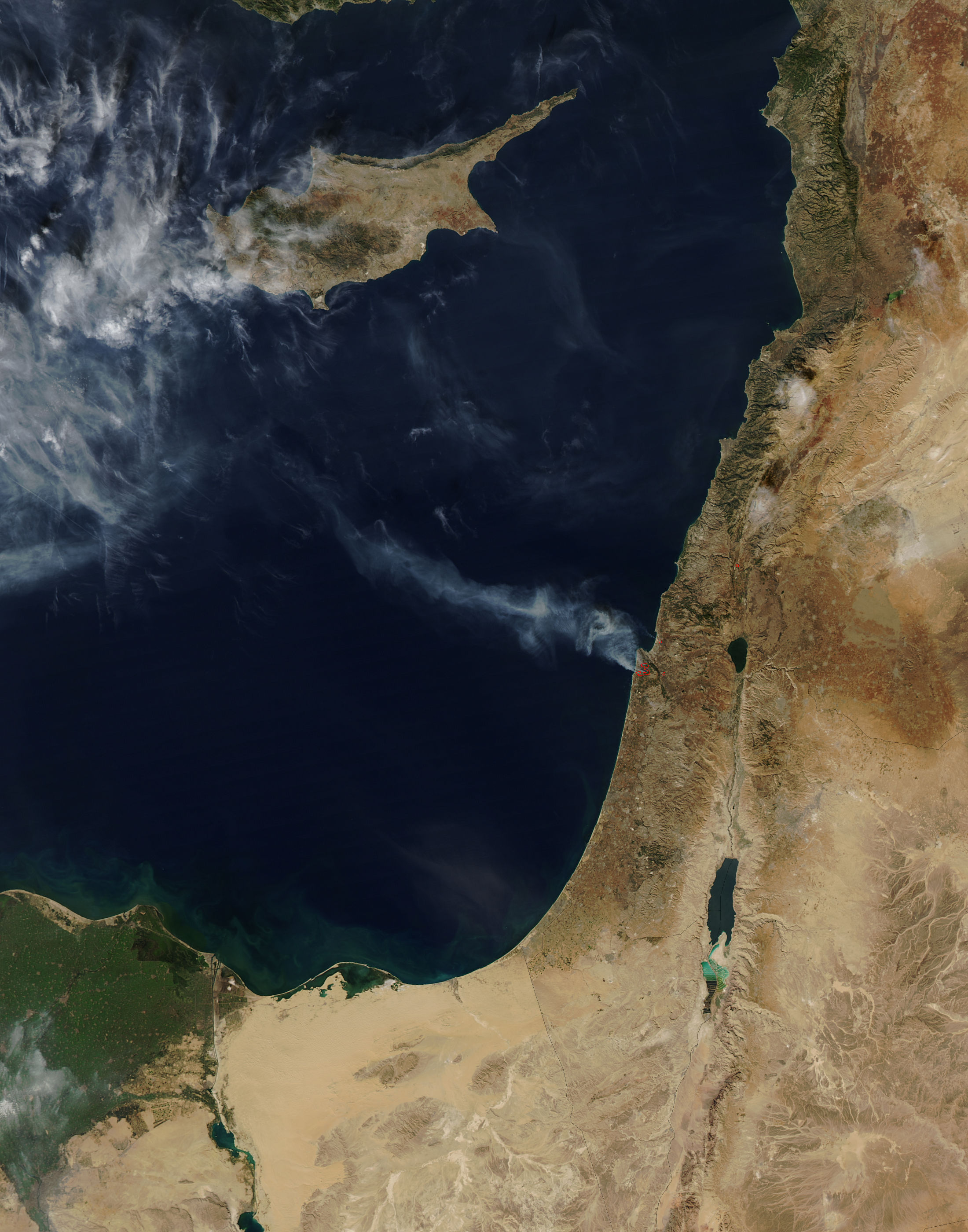
Imagen vía satélite del incendio

El monte Carmelo es una montaña costera en Israel con vistas al mar Mediterráneo. De forma triangular, el monte Carmelo tiene unos 8 km de ancho, y 39 km de largo. De suave pendiente hacia el suroeste, forma una empinada cresta en el lado norte, a 546 m s. n. m.
El Valle de Jezreel se encuentra inmediatamente al norte. La ciudad de Haifa se encuentra parcialmente en la ladera del monte Carmelo, juntamente con algunos pequeños municipios, Yokneam al este, Zichron Yaakov al sur, las ciudades drusas en Carmel City (fusión de Daliat al-Karmel y Isfiya) para el centro, más las ciudades de Nesher, Tirat Carmel al norte y el kibutz Beit Oren situado en el corazón del monte Carmelo.
El Carmelo incluye grandes áreas de bosques, compuestas principalmente de árboles de pino de Jerusalén, que se caracterizan por su fácil combustión. En el monte han ocurrido en los últimos años muchos incendios, incluidos las quemas que consumieron muchos miles de dunam de bosques, como en el gran incendio en 1989, que destruyó unos 4.000 dunam de bosques.
El otoño de 2010 estuvo marcado por una excepcional ausencia de lluvias, experimentando extremas condiciones de sequía después de 10 meses consecutivos sin precipitaciones, condiciones que favorecieron la propagación de incendios. El fuego fue avivado por el viento este, seco, que sopla en el Carmelo.

## El incendio

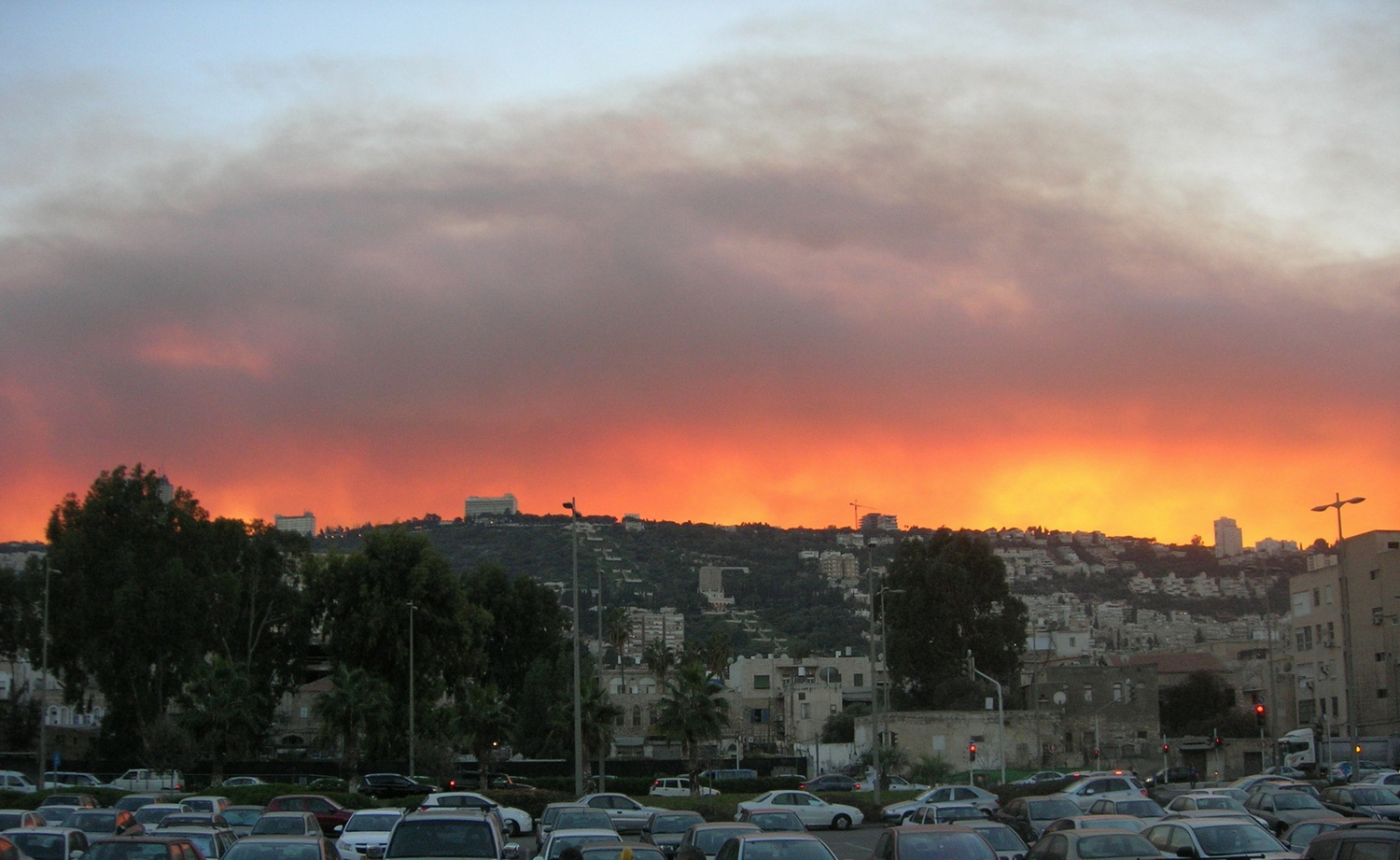
Humo del incendio sobre la ciudad de Haifa.

En la mañana del 2 de diciembre de 2010 a las 11:00 hora local, se produjo un incendio en un vertedero al oeste de Isfiya. Un instructor de vuelo divisa el fuego y da un aviso de incendio. El primer avión extintor Canadair llegó dos horas después. Durante el día, los secos vientos del oeste avivaron las llamas y el fuego se extendió rápidamente a la región del río Hik, el kibutz Beit Oren - completamente destruido por el fuego - y la prisión Damon.
Los bomberos comenzaron a luchar contra el fuego hasta agotar los materiales. Con el estallido de fuego, las fuerzas de seguridad comenzaron la evacuación de los residentes en la zona. Durante la noche los pobladores de Nir Etzion, Ein Hod, Ein Hawd y el barrio Danya de Haifa, Tirat Carmel y Kfar Sitrin. También de manera preventiva se evacuó un hospital psiquiátrico (centro de salud mental Tirat Carmel), la Prisión Seis y campamentos del ejército. La Universidad de Haifa fue también evacuada, estableciéndose puestos de mando en el lugar para la policía israelí, el Servicio Penitenciario de Israel, el Magen David Adom, el ejército israelí y los bomberos.
Durante la noche fue cortada al tráfico la autopista 4 por causa del fuego. Al día siguiente también se cerró la parte norte de autopista 2.
El 4 de diciembre de 2010 bajo fuego controlado, los residentes de Tirat Carmel, el barrio Danya, Kfar Galim, el kibutz HaHotrim y el moshav Megadim obtuvieron autorización para regresar a casa.

## Víctimas

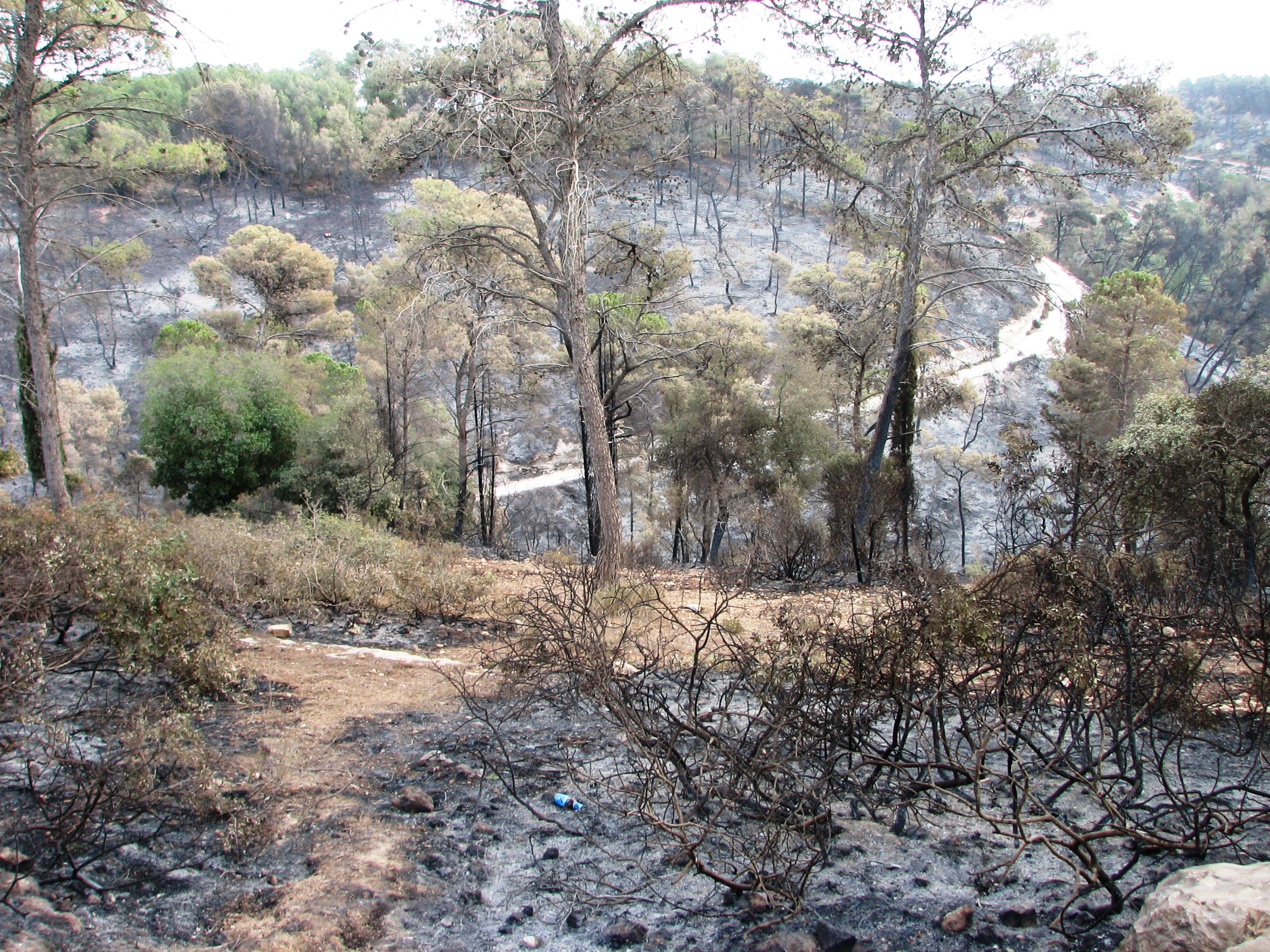
Vista del bosque quemado tras el incendio cerca de Isfiya.

Un autobús que transportaba unos 40 cadetes del Servicio Penitenciario de Israel que fueron a ayudar, se incendió en su camino, falleciendo 36 de sus pasajeros.
Además de los funcionarios del servicio penitenciario y los cadetes que murieron en el incidente del autobús, dos oficiales superiores de policía, un bombero y un bombero voluntario de 16 años de edad, murieron en el fuego.

### Incidente del autobús del servicio penitenciario
Poco después del inicio del fuego, las autoridades de la prisión Damon solicitaron refuerzos para evacuar a los prisioneros. Un autobús que transportaba a los cadetes del Servicio Penitenciario de Israel que intervinieron en la evacuación se incendió en el camino, donde 36 de las cerca de 40 personas que viajaban en el autobús resultaron muertas. incluyendo el superintendente Ahuva Tomer, comandante de la policía del distrito de Haifa, la primera mujer en ocupar ese comando principal. Este incidente es el evento más mortal del país en tiempo de paz involucrando a las fuerzas de seguridad.
También hay muchas bajas entre los policías y bomberos que se encontraban en un vehículo que estaba atrás del autobús.
Una investigación inicial indicó que un árbol cayó sobre la carretera, atrapando al autobús en una bola de fuego. De acuerdo con el ministro de Seguridad Interna, Yitzhak Aharonovich, después de que el vehículo se incendió, el conductor resultó herido y perdió el control del mismo. En el intento de un cambio de rumbo en el angosto y encendido camino, los cadetes del autobús trataron de escapar del vehículo en llamas. Inicialmente la puerta trasera no se abrió debido al intenso calor, hasta que finalmente se rompió, permitiendo a algunos cadetes huir del incendio del autobús, sin embargo, los que huyeron se encontraron con el fuego intenso del exterior. Un oficial y dos cadetes que lograron escapar del autobús pudieron escapar y sobrevivieron. Treinta y seis de las víctimas eran cadetes del SPI, tanto hombres como mujeres, la mayoría de ellos estaban entre los 20 y 30 años, y muchos de ellos eran de origen Drusos.

## Ayuda Internacional
El 3 de diciembre llegaron los primeros siete aeronaves extranjeras para luchar contra los incendios forestales, provenientes de Bulgaria, Grecia, Chipre y Azerbaiyán, quedando a la espera de los aviones de Turquía, Egipto y otros países.
El primer ministro israelí Netanyahu, habló por teléfono con su homólogo turco, Recep Tayyip Erdoğan y expresó la esperanza de que esta cooperación será para mejorar las relaciones entre los dos países.
Los siguientes países han enviado o expresado su voluntad de enviar ayuda a Israel:
| - Azerbaiyán, 2 helicópteros contra incendios; - Alemania, 1 avión contra incendios; - Bulgaria, 2 aviones contra incendios y 120 bomberos; - Chequia, 1 helicóptero contra incendios; - Chipre, 1 avión contra incendios; - Croacia, 2 aviones contra incendios; - Egipto, 1 avión contra incendios, material para extinguir el fuego; - España, 4 aviones contra incendios; - Estados Unidos, 1 avión contra incendios, material para extinguir el fuego, expertos aéreos en apagar fuego; - Francia, 4 aviones contra incendios; | - Grecia, 4 aviones contra incendios y 1 avión abastecedor; - Holanda, 1 avión contra incendios; - Italia, 1 avión contra incendios; - Jordania, 3 camiones contra incendios, bomberos; - Autoridad Nacional Palestina, 3 camiones contra incendios, 21 bomberos - Reino Unido, 1 avión contra incendios y 3 helicópteros contra incendios; - Rumanía, 1 avión contra incendios; - Rusia, 3 aviones contra incendios y 1 helicóptero contra incendios; - Suiza, 1 avión contra incendios y 3 helicópteros contra incendios; - Turquía, 2 aviones contra incendios y 2 helicópteros contra incendios; |

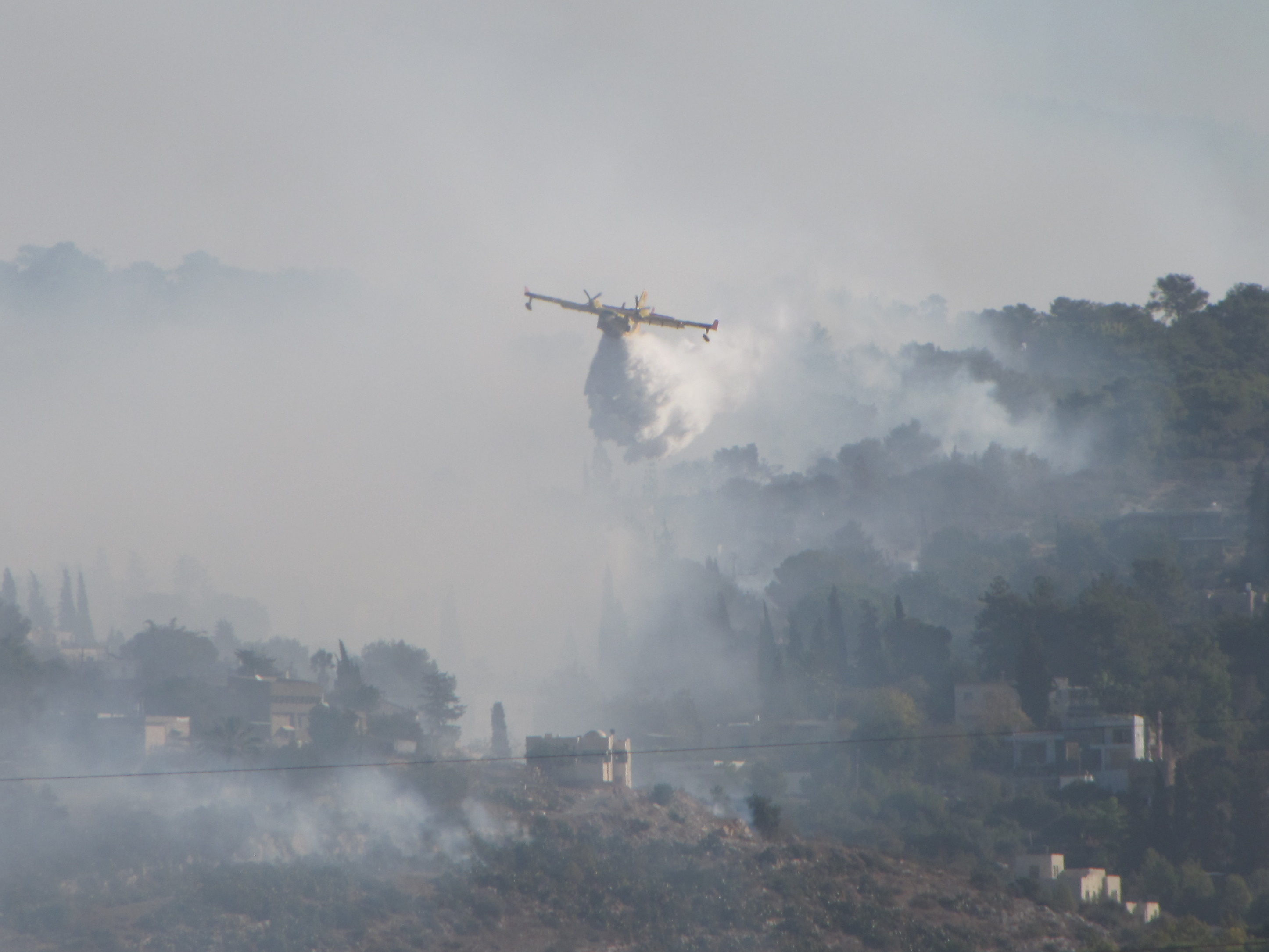
Bombardier 415 de la Fuerza Aérea Griega durante las operaciones contra el incendio.
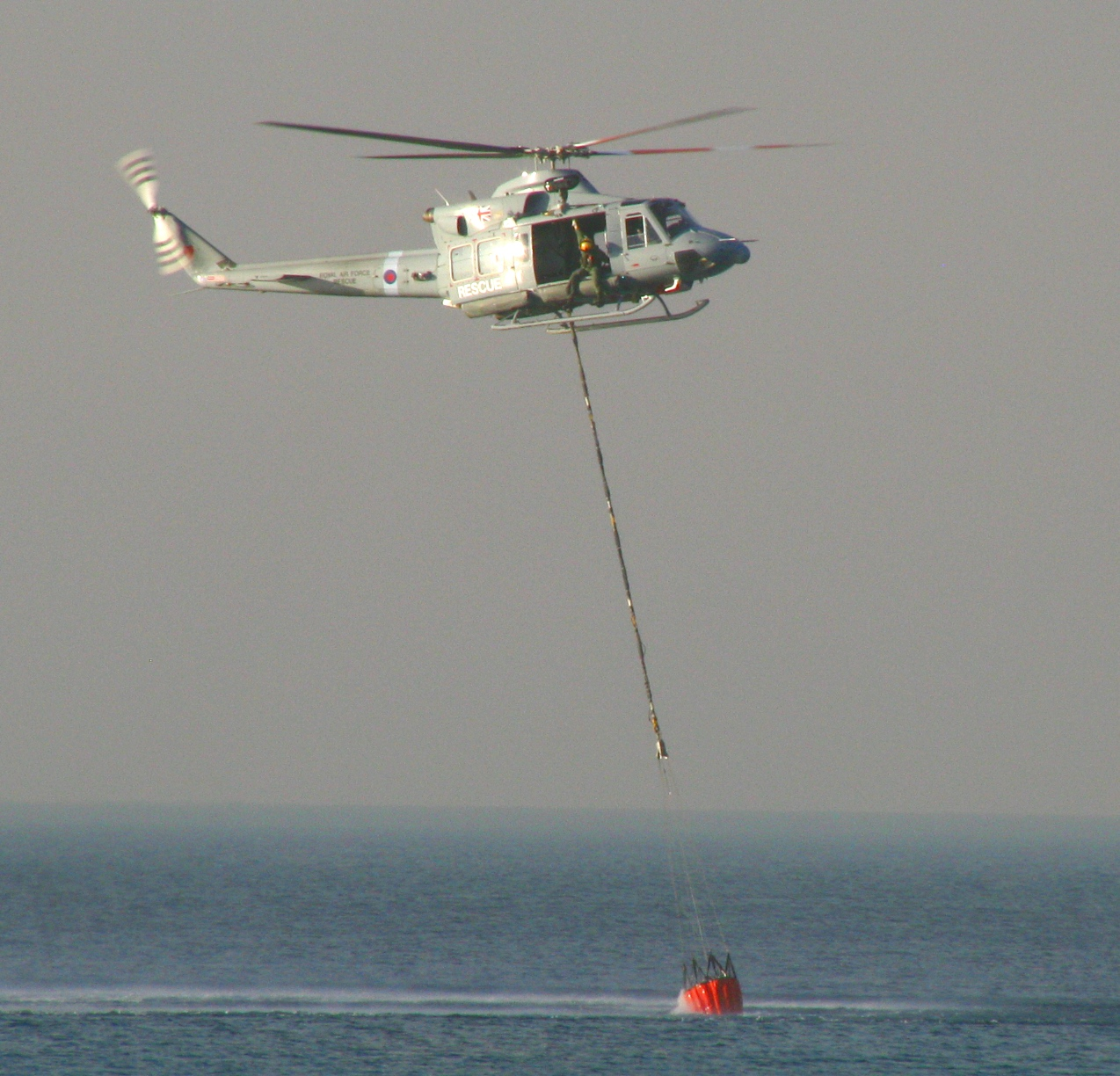
Helicóptero Bell 412 del No. 84 Squadron de la Royal Air Force tomando agua frente a las costas de Atlit.
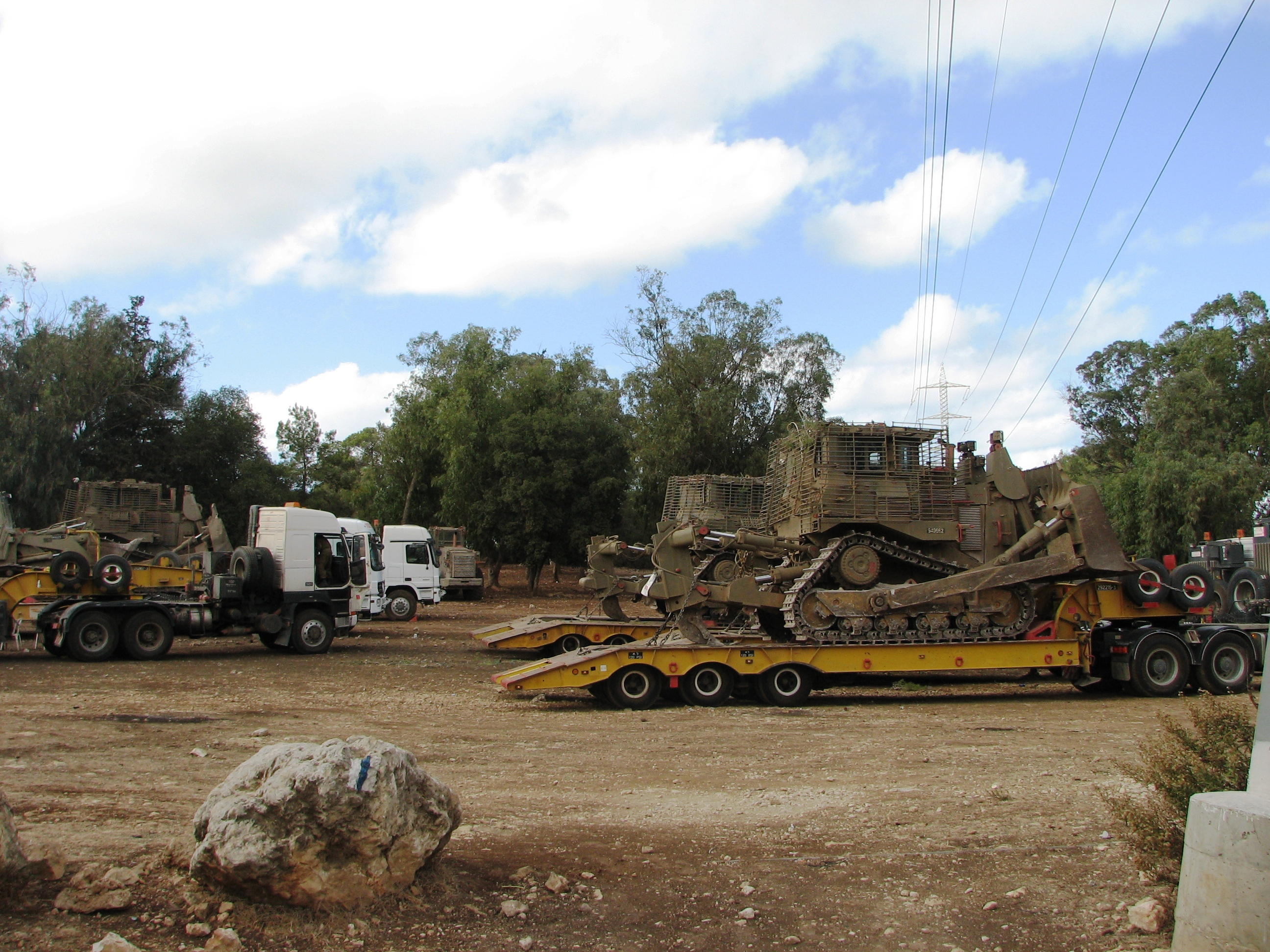
Bulldozer preparados para colaborar en la extinción del incendio.

## Reacciones
- Israel: el primer ministro de Israel, Benjamin Netanyahu, declaró día de duelo nacional,[21] mientras que los actos de celebración de Jánuca fueron cancelados en Haifa.[6]

- Estados Unidos: El Presidente de los Estados Unidos, Barack Obama, ofreció sus condolencias:

Quiero presentar nuestras más sinceras condolencias a las familias y a los allegados de todos los que murieron a causa de este incendio en el norte de Israel.
Barack Obama

- Reino Unido: El Secretario de Estado de Asuntos Exteriores y el Commonwealth del Reino Unido, William Hague:

...ofrezco mis condolencias a las familias de los fallecidos en los incendios forestales en Israel.
William Hague

### Las reacciones en elmundo árabe
Muchos medios de comunicación árabes han estado aprovechando del desastre de fuego de Israel para desacreditar al Estado judío y se alegran de su desgracia. El periodista árabe-israelí, Khaled Abu Toameh, analizó en el Jerusalem Post, basado en una encuesta de los comentarios de los lectores en los sitios en idioma árabe, que muchos ciudadanos árabes hacen un llamamiento a los enemigos de Israel, en particular Irán, Hamás y Hezbolá, para aprovechar la oportunidad presentada por el desastre y aprovechar para borrar a Israel de la faz de la tierra, mientras que otros árabes condenaron a Egipto y a Jordania por haber convenido a ayudar a apagar el incendio.
Un alto funcionario palestino identificado con la Yihad Islámica critica a quienes:

cuyos corazones se llenan de compasión por el desastre sionista. No hay necesidad de decirles lo encantados que estamos de que más de 40 cadetes murieran en el fuego. Nunca se reunió con su compasión cuando Israel nos atacaron. Deje que el fuego lo consuma (a Israel).